# Lepidostoma nudatum
Lepidostoma nudatum is een schietmot uit de familie Lepidostomatidae. De soort komt voor in het Afrotropisch gebied.